# Telacanthura
Telacanthura är ett släkte med fåglar i familjen seglare med två arter som båda förekommer i Afrika söder om Sahara:
- Baobabseglare (T. ussheri)
- Djungelseglare (T. melanopygia)